# N-1 Victory

Le  N-1 Victory (Noah-One) est une compétition masculine de catch professionnel qui se déroule ordinairement tous les ans au Japon. Cette compétition a été créée en 2010 par la Pro Wrestling NOAH sous le nom Global League de 2010 à 2018 et a finalement adopté le nom de N-1 Victory à partir de 2019. Le tournoi est en fait une mini-ligue, chaque catcheur reçoit 2 points par victoire, 1 pour un match nul, et 0 pour une défaite. Le tournoi est comparé au Champion Carnival de la All Japan Pro Wrestling (AJPW) et au G1 Climax de la New Japan Pro Wrestling (NJPW).

## Résultats

### Liste des champions
| Année | Vainqueur              | Finaliste          | Match de championnat                                                |
| ----- | ---------------------- | ------------------ | ------------------------------------------------------------------- |
| 2010  | Yoshihiro Takayama     | Jun Akiyama        | Battu par Takashi Sugiura pour le GHC Heavyweight Championship      |
| 2011  | Takeshi Morishima      | KENTA              | Bat Gō Shiozaki et remporte le GHC Heavyweight Championship.        |
| 2012  | KENTA                  | Takashi Sugiura    | Bat Takeshi Morishima et remporte le GHC Heavyweight Championship.  |
| 2013  | Yūji Nagata            | Takeshi Morishima  | Battu par KENTA pour le GHC Heavyweight Championship.               |
| 2014  | Takashi Sugiura        | Daisuke Sekimoto   | Battu par Naomichi Marufuji pour le GHC Heavyweight Championship    |
| 2015  | Naomichi Marufuji      | Shelton X Benjamin | Bat Minoru Suzuki et remporte le GHC Heavyweight Championship.      |
| 2016  | Minoru Suzuki          | Masa Kitamiya      | Battu par Katsuhiko Nakajima pour le GHC Heavyweight Championship,. |
| 2017  | Kenoh                  | Gō Shiozaki        | Bat Eddie Edwards et remporte le GHC Heavyweight Championship,.     |
| 2018  | Kaito Kiyomiya         | Katsuhiko Nakajima | Bat Takashi Sugiura et remporte le GHC Heavyweight Championship.    |
| 2019  | Kenoh (2)              | Takashi Sugiura    | Battu par Kaito Kiyomiya pour le GHC Heavyweight Championship,.     |
| 2020  | Katsuhiko Nakajima     | Kaito Kiyomiya     | Battu par Gō Shiozaki pour le GHC Heavyweight Championship,.        |
| 2021  | Katsuhiko Nakajima (2) | Kenoh              | Bat Naomichi Marufuji pour le GHC Heavyweight Championship.         |
| 2022  | Kaito Kiyomiya (2)     | Hideki Suzuki      | Bat Kenoh pour le GHC Heavyweight Championship.                     |